# Carl Frosch (Kupferstecher)
Carl Frosch (* 1771 in Halle an der Saale; † im 19. Jahrhundert) war ein deutscher Kupferstecher.

## Leben und Werke
Carl Frosch erhielt seine Ausbildung wahrscheinlich an der Kunstakademie in Leipzig, wo er seit 1796 als Stecher nachweisbar ist. Er arbeitete als Illustrator und Vedutenstecher. Eines seiner Hauptthemen war die Architektur: Unter anderem schuf er 1798 zehn Blätter zur gotischen und fünf Blätter zur ägyptischen Baukunst und im Jahr 1800 weitere 18 Illustrationen zur Baugeschichte. Von Frosch stammen auch diverse Darstellungen von Kriegsszenen, z. B. Fürst Schwarzenberg vor den verbünd. Monarchen bei Leipzig am 18. Okt. 1813 und Die letzten Gefechte der retirierenden französischen Armiee am 19. Okt. 1813 hinter Leipzig nach Vorlagen von Lehmann. Den 1818 auf dem Leipziger Markt aufgestellten Triumphbogen zur Feier des Regierungsjubiläums des sächsischen Königs bildete er zweimal ab. Diesen Bogen hatte der Bauinspektor und Architekt August Wilhelm Kanne entworfen; Froschs Stiche erschienen in einem gesonderten Umschlag mit Titel und Text. Einen weiteren Schwerpunkt seines Schaffens bildeten, neben diversen Illustrationen zu Almanachen und Romanen, naturgeschichtliche Darstellungen. Zu seinen späteren Publikationen gehören die 1827 in Leipzig veröffentlichten Studien für Pferdezeichner.
Einige Werke mit Illustrationen von Froschs Hand waren in der Ausstellung Nützliches Vergnügen in der Paulinerkirche in Göttingen 2004/05 zu sehen.
Kupferstiche in Schriften (Auswahl)
- Johann Gottfried Grohmann: Bruchstücke der Gothischen Baukunst: gesammlet und dem Studium der Baukünstler und dem Vergnügen der Liebhaber gewidmet. Gestochen von [Carl] Frosch und [Gottlieb Wilhelm] Hüllmann. Band 2. Baumgärtnersche Buchhandlung, Leipzig 1799 (deutsche-digitale-bibliothek.de).
- Kupferstich – Die Münster-Kirche in Ulm [ca. 1825] OCLC 729981936 (digital.wlb-stuttgart.de)
- Ein Kupferstich von Matthias Corvinus nach einem Vorbild der Wiener Kunstsammlung wurde von ihm angefertigt und mit «Frosch. sc.» signiert. Es wurde in verkleinerter Form in dem Werk Die Geschichte der Ungarn und ihrer Landsassen. von J. A. Fessler 1822 in Leipzig abgedruckt.[3]

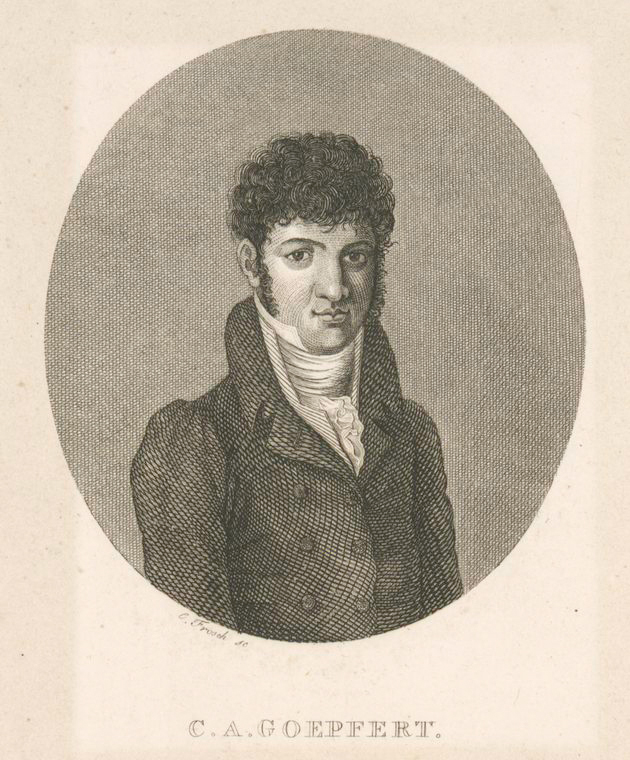
Carl Andreas Goepfert
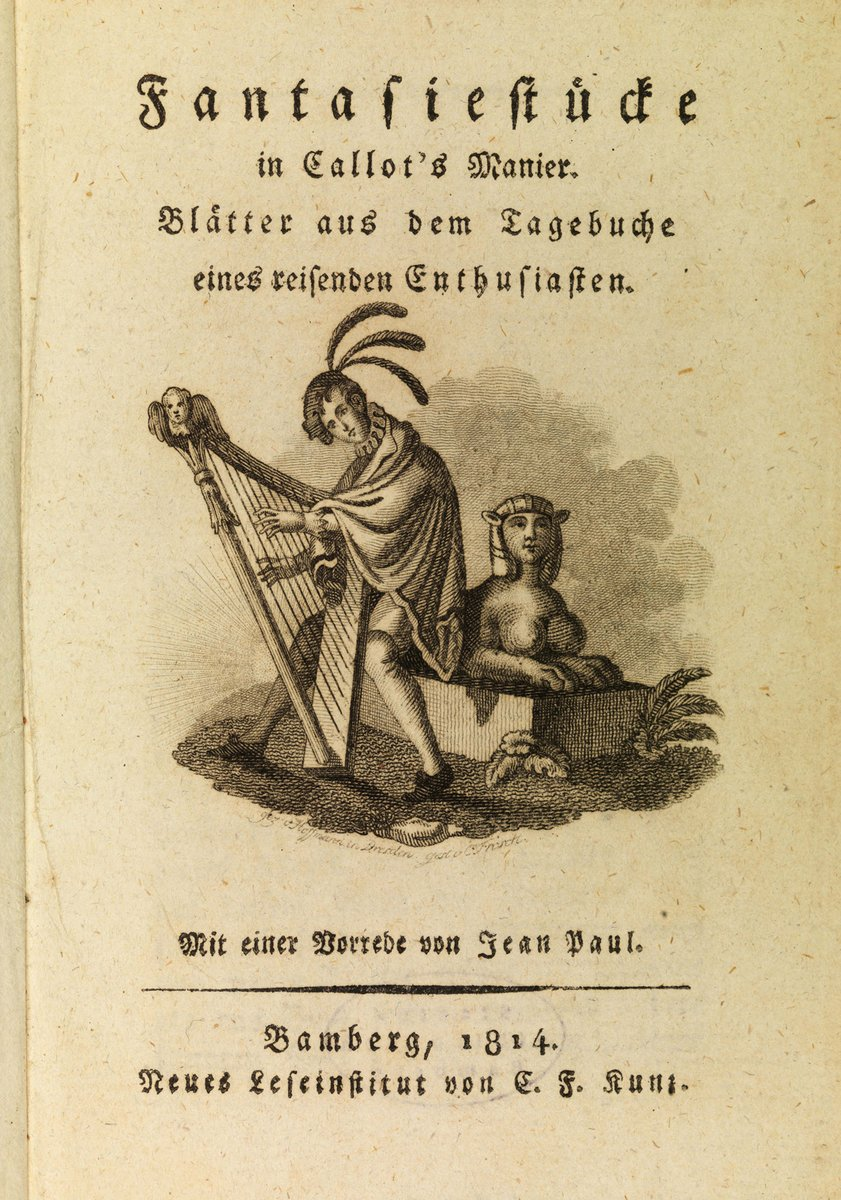
Titelvignette zu einem Werk E. T. A. Hoffmanns
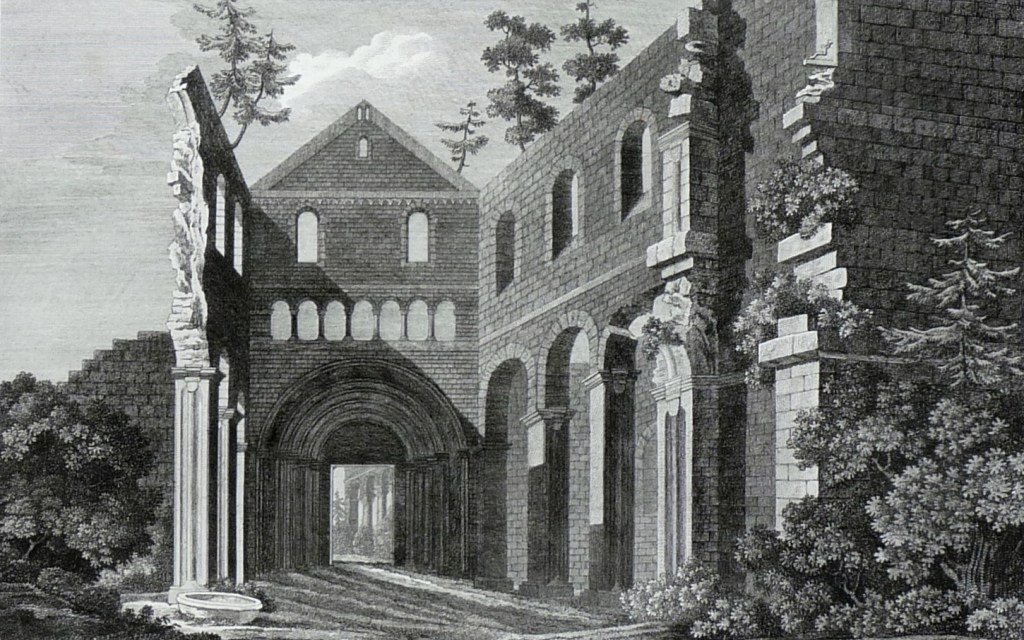
Klosterruine Paulinzella (Vorlage: Christian Ludwig Stieglitz)
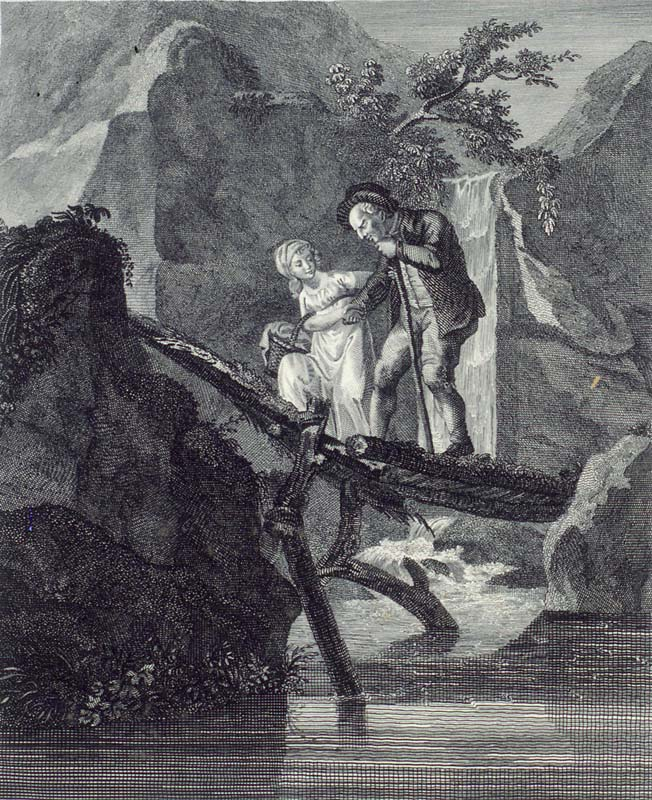
Der rettende Engel eines Greises